# GeneWeb
GeneWeb ist eine freie Genealogie-Software auf Basis des Client-Server-Modells. Sie wurde am französischen Forschungsinstitut INRIA von Daniel de Rauglaudre entwickelt.
GeneWeb basiert auf der Programmiersprache Objective CAML. Als Server dient ein Daemon, der sowohl lokal auf dem eigenen Rechner als auch auf einem zentralen Rechner laufen kann. Der Client ist ein beliebiger moderner Webbrowser.
Dadurch eignet sich GeneWeb sowohl für den heimischen Gebrauch für die eigene Stammtafel als auch für die Bearbeitung und Darstellung großer Datenmengen. Deshalb wird GeneWeb auch als Engine, für z. B. Geneanet (eine Genealogie-Datenbank mit mehr als 300.000.000 Personen), benutzt.
Ein Beispiel für den direkten webbasierten (nur lesenden) Zugriff auf eine Geneweb-Datenbank ist die Datenbank Roglo, die mehr als 10.000.000 Personendaten speichert.

## Eigenschaften
Alle Angaben beziehen sich auf die Version 5.00:
- Mehrsprachigkeit: Die Benutzeroberfläche kann auf der Eingangsseite auf viele Sprachen der indogermanische Sprachfamilie, aber auch Estnisch, Finnisch, Hebräisch, Mandarin und malaiisch eingestellt werden. Weitere Übersetzungen sind möglich, es können auch Korrekturen angebracht werden. Hilfe ist in Deutsch, Englisch, Französisch, Italienisch und Niederländisch verfügbar.
- Es existiert ein Zugriffsschutz für den Zugriff sensibler Daten oder das Ändern von Daten mit einem „Wizard“-, „Freund“- Mechanismus.
- Die Berechnung von Blutsverwandtschaft und Verwandtschaftsgraden ist möglich.
- Vorfahren- und Nachkommenlisten können erstellt werden.
- Mit der Verwendung von einer beliebigen Anzahl von Adelstiteln und zugehörigen Ortschaften pro Person (gilt auch für Herrschertitel, akademische Grade, Ehrentitel usw.) steht eine sehr mächtige Funktionalität zur Verfügung, die auch für prosopografische Untersuchungen eingesetzt werden kann. Daraus können sehr einfach chronologische Herrscherlisten und vieles mehr erzeugt werden.[7]

Beispiel eines Benutzer-modifizierten Formulars (Personenanzeige): (28/20) stellen das Alter Friedrich Wilhelms und seiner Frau bei der Geburt des 1. Sohnes Wilhelm dar. Diese Werte sind in der Originalmaske und Datenbank nicht enthalten und werden dynamisch errechnet.

- Anpassbarkeit der Anzeige: Die meisten Beispiel eines Benutzer-modifizierten Formulars (Personenanzeige): (28/20) stellen das Alter Friedrich Wilhelms und seiner Frau bei der Geburt des 1. Sohnes Wilhelm dar. Diese Werte sind in der Originalmaske und Datenbank nicht enthalten und werden dynamisch errechnet.Zugriffsformulare stehen auf Serverseite als veränderbare HTML-Seiten zur Verfügung. Deshalb kann man sie nach eigenen Wünschen verändern oder erweitern und so zusätzliche Informationen anzeigen soweit sie aus den vorhandenen Daten ermittelbar sind. Farben und Hintergründe können ebenfalls angepasst werden.
- Es existiert eine einfache Schnittstelle zum (Teil-)Export- und Import von GeneWeb-Datenbanken zur Datensicherung.
- In GeneWeb können Datenbanken auch mit anderen Datenbanken verschmolzen werden.
- Personen können ebenfalls automatisch (oder bei Konflikten interaktiv) zusammengeführt werden, der Vorfahrenbaum wird dabei mitgenommen.
- Eine GEDCOM-Schnittstelle ist vorhanden.
- GeneWeb unterstützt UTF-8.

## Schwächen
- Die Windows-Version ist nicht multitasking-fähig.
- Es existiert für den Anwender kein numerischer Schlüssel; Schlüssel ist der Name der erfassten Person selber. Eine Namensänderung führt bei internen Referenzen auf diese Person zu Inkonsistenzen.
- Die Handhabung ist bei bestimmten Operationen umständlich. Es können beim Anlegen von Familien nicht alle Daten der Personen eingetragen werden, so dass nach der Erzeugung der Familie zumeist jedes Mitglied der Familien in einem zweiten Arbeitsgang noch erweitert werden muss.
- Es gibt Probleme bei der Darstellung von Bildern auf lokalen Servern. Hier verweigert z. B. Firefox aus Sicherheitsgründen die Darstellung.
- Es kann nur nach Vorname, Nachname oder nach Geburts-, Heirats- und Todesort gesucht werden. Bei den drei letztgenannten Suchen werden auch nur die Nachnamen angegeben. Die konkreten Personen müssen durch Absuchen aller Personen dieses Nachnamens manuell ermittelt werden.